# Anthoceros agrestis
Anthoceros agrestis és una espècie d'antocerotes de la família de les Anthocerotaceae.
El gametòfit està format per un tal·lus fi, opac de color verd fosc, lobulat i ondulat i de vida curta d'1-3 centímetres d'amplada. Semblen molt voluminosos i solen tenir diverses crestes a la superfície superior. Damunt el talus hi creixen colònies de cianobacteris del gènere Nostoc els quals fixen nitrogen N₂ atmosfèric. Aquestes colònies formen unes excrescències esquamoses amb punts negres i estableixen una simbiosi amb la planta. Anthoceros agrestis desenvolupa unes càpsules de fins 2 centímetres de llarg semblants a fulles graminoides, de color verd en estat immadur. A la maduresa ennegreixen i s'obren pel seu extrem superior per on alliberen elàters i espores equinades de color bru fosc. Aquesta espècie és extremadament semblant a Anthoceros punctatus (generalment més gran), i només es poden distingir mesurant les dimensions dels òrgans masculins.
Habita camps de conreu humits i nitrificats i descalcificats o llocs amb terra descoberta. Colonitza aquests espais durant la tardor juntament amb altres espècies d'hepàtiques. És cosmopolita ja que es troba arreu d'Europa, però de presència dubtosa a la península Ibèrica. Està en perill pel llaurat primerenc dels camps de conreu.